# Luftangriff auf das Theater von Mariupol

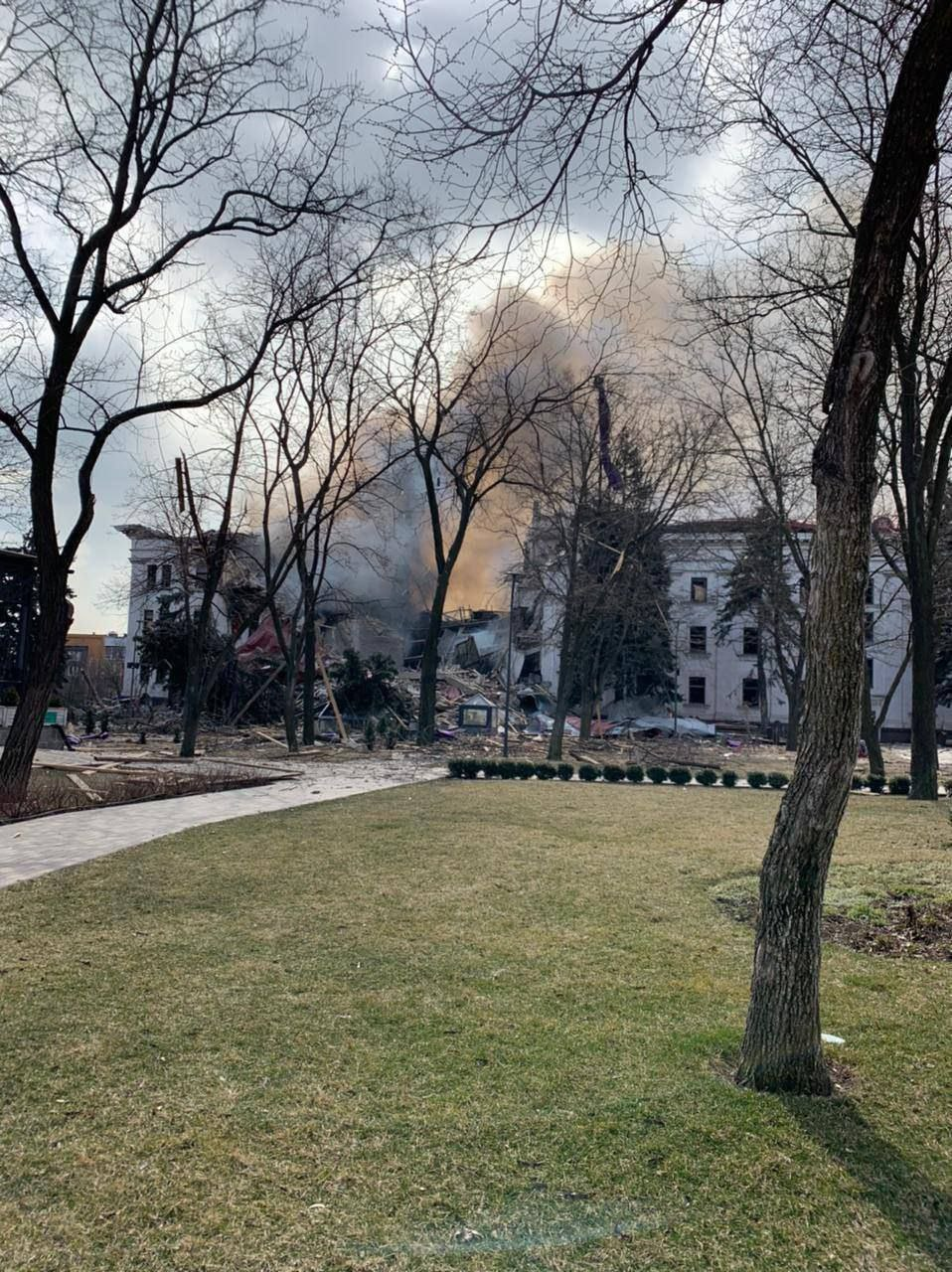
Das zerstörte Theater nach dem Luftangriff

Der Luftangriff auf das Theater von Mariupol bezeichnet die am 16. März 2022 erfolgte Bombardierung des Drama-Theaters von Mariupol (Oblast Donezk) während des russischen Überfalls auf die Ukraine und der Belagerung von Mariupol. Beim Angriff starben eine unbekannte Anzahl Menschen. Aufgrund von Augenzeugenberichten hatte die Stadtverwaltung eine Schätzung der Getöteten von 300 Personen angegeben. Eine Rekonstruktion der Associated Press schätzt die Anzahl der Toten auf etwa 600. Am Tag vor dem Angriff sollen etwa 1.200 dort Schutz gesucht haben. Amnesty International hingegen nimmt in einem im Juni 2022 veröffentlichten Bericht an, dass die Anzahl der Todesopfer deutlich geringer ist, als von Stadtverwaltung oder AP berichtet. Aufgrund eigener Ermittlungen geht die Organisation davon aus, dass „mindestens ein Dutzend Menschen“ bei dem Angriff starben, sich eine genaue Opferzahl aber nicht abschließend ermitteln lässt. Der Vorfall ist Teil einer Reihe von Kriegsverbrechen Russlands in der Ukraine.

## Hintergrund
Als Teil der russischen Invasion, die am 24. Februar 2022 begann, führten russische Streitkräfte, die mit den selbsternannten Volksrepubliken Donezk und Lugansk verbündet waren, eine Offensive an, die darauf abzielte, die von der Ukraine kontrollierten Teile der Oblaste Donezk und Luhansk zu erobern. Eine für beide Seiten strategisch wichtige Stadt war Mariupol. Dies führte zu erbitterten Kämpfen rund um die Stadt und in der Stadt selbst. Das Dramatheater wurde am 25. Februar 2022 zu einem der sechs Schutzräume der Stadt bestimmt – neben dem Kulturpalast Tschajka, der Kunstschule, der Philharmonie, dem Kulturzentrum Lewobereschnyj und dem Jugendkulturpalast.

## Hergang
Das Theater wurde am 16. März von mindestens einer Bombe getroffen, bei der es sich mit hoher Wahrscheinlichkeit um eine lasergelenkte KAB-500L-Bombe oder eine ähnliche handelte. Das Flugzeug war laut Ukraine von Primorsko-Achtarsk gestartet und gehörte dem 960. Luftangriffsregiment an.
Der Keller des Theaters hielt stand.
Laut Human Rights Watch soll das Theater zur Zeit des Angriffs mindestens 500 Zivilisten beherbergt haben. Laut ukrainischen Angaben suchten bis zu 1200 Menschen Schutz im Theater. Bei den Menschen handelte es sich meist um Frauen und Kinder, sowie um Personen, welche sich dort seit mindestens dem 5. März für eine Evakuierung sammelten. Die Menschen hatten sich nicht nur im Untergeschoss befunden, sondern auch in Gängen und Räumen oberirdischer Stockwerke bis in den dritten Stock.
Am 14. März aufgenommene Satellitenbilder von Maxar zeigen, dass das russische Wort für Kinder «Дети» in großen Buchstaben vor und hinter dem Theater geschrieben wurde, um der russischen Armee zu signalisieren, dass es sich um einen zivilen Schutzbunker mit Kindern handelt.
Herbeigeeilte Helfer erzählten, andauernder russischer Beschuss hätte die Rettungsarbeiten gefährlich gemacht.
Am Tag der Bombardierung sei am Abend auch die Philharmonie bombardiert worden, so eine Zeugin, die dort Zuflucht gesucht hatte.

## Opfer
Einen Tag nach der Bombardierung war die Anzahl der Opfer weiterhin unklar. Bis zum 18. März wurden rund 130 Überlebende gerettet.
Am 25. März veröffentlichte der Stadtrat von Mariupol Schätzungen, wonach rund 300 Menschen durch den Luftangriff getötet wurden. Die Schätzungen erfolgten unter Bezugnahme auf Augenzeugenberichte und konnten bisher nicht unabhängig verifiziert werden.
Eine Rekonstruktion der Associated Press vom Mai 2022 auf Basis von 3-D-Modellen des dreistöckigen Theaters und Befragung von Dutzenden von Augenzeugen und Rettungskräften schätzt die Anzahl der Toten auf etwa 600. Am Tag vor dem Angriff sollen etwa 1.200 Menschen auf engstem Raum dort Schutz gesucht haben.
Ende Juni legte Amnesty International einen eigenen Untersuchungsbericht zum Vorfall vor. Hierin heißt es, es sei „unklar, wie viele Menschen genau getötet wurden, aber es ist wahrscheinlich, dass die Zahl viel geringer ist als zuvor berichtet.“ Aufgrund eigener Untersuchungen und ihr vorliegender Belege für konkrete Todesfälle geht die Organisation davon aus, dass „mindestens ein Dutzend Menschen bei dem Angriff ums Leben kamen“, weist aber gleichzeitig darauf hin, dass die tatsächliche Opferzahl wahrscheinlich höher liegt, weil es weitere Todefälle gegeben haben kann, die nirgendwo gemeldet wurden.

## Reaktionen
Der Stadtrat von Mariupol und der ukrainische Präsident Wolodymyr Selenskyj sprachen von einem gezielten Vorgehen der russischen Armee. Die Stadtregierung und der ukrainische Außenminister Dmytro Kuleba nannten es ein russisches Kriegsverbrechen.
Das russische Verteidigungsministerium bestritt, dass Russland irgendetwas mit dem Luftangriff zu tun habe, und beschuldigte das Regiment Asow, das Theater in die Luft gesprengt zu haben.
Der italienische Kulturminister Dario Franceschini schrieb auf Twitter, dass sein Land bereit sei, das Theater wiederaufzubauen.

## Untersuchung
Ein Sprecher der selbsternannten Volksrepublik Donezk schrieb kurz nach der Bombardierung auf Telegram, dass im Keller des Theaters ein militärisches Hauptquartier von Asow-Soldaten gewesen sei. Eine Rekonstruktion durch die niederländische Rundfunkanstalt NOS und der niederländischen Informationssendung Nieuwsuur ergab, dass keine Mitglieder des Regiments Asow im Gebäude waren.
Lediglich in einer Nacht vor der Bombardierung hatten vier Soldaten dort geschlafen, da sie durch eine Bombardierung eines anderen Ortes in Mariupol ihren Unterschlupf verloren hatten. Ansonsten seien Soldaten nur einmal am Tag gekommen, um Neuigkeiten über Evakuationen zu berichten, und seien sofort wieder gegangen.
Am 13. April 2022 veröffentlichte die Organisation für Sicherheit und Zusammenarbeit in Europa einen Bericht, wonach der Luftangriff höchstwahrscheinlich von russischen Streitkräfte durchgeführt wurde und ein Kriegsverbrechen darstellt:

“Russia does not claim that it was a legitimate target but that it was blown up by the Ukrainian Azov battalion. The Mission did not receive any indication that this could be the case. Up to 1,300 persons were allegedly seeking shelter in the theatre, both underground and on the floors. After the attack, some 150 persons including children were able to leave by their means while 300 were determined to be dead. […]. This incident constitutes most likely an egregious violation of IHL and those who ordered or executed it committed a war crime.”

„Russland behauptet nicht, dass es ein legitimes Ziel war, sondern dass es vom ukrainischen Asow-Bataillon in die Luft gesprengt wurde. Die Mission erhielt keinen Hinweis darauf, dass dies der Fall sein könnte. Bis zu 1.300 Personen sollen im Theater Unterschlupf gesucht haben, sowohl unterirdisch als auch auf den Etagen. Nach dem Angriff konnten etwa 150 Personen, darunter auch Kinder, mit ihren Mitteln fliehen, während 300 als tot eingestuft wurden. […] Dieser Vorfall stellt höchstwahrscheinlich eine ungeheuerliche Verletzung des humanitären Völkerrechts dar, und diejenigen, die ihn angeordnet oder ausgeführt haben, haben ein Kriegsverbrechen begangen.“

Laut der Associated Press, die im Mai 2022 eine Rekonstruktion der Ereignisse veröffentlichte, widerlegen ihre Untersuchungen die russischen Behauptungen, dass das Theater von ukrainischen Streitkräften zerstört worden sei und  das Theater als ukrainische Militärbasis gedient habe. Keiner der befragten Zeugen hätte ukrainische Soldaten im Gebäude im Einsatz gesehen und kein Zeuge bezweifelte, dass das Theater bei einem gezielten russischen Luftangriff auf ein ziviles Ziel zerstört wurde, von dem bekannt war, dass es der größte Luftschutzkeller der Stadt war, in dem sich Kinder befanden.
Amnesty International sammelte nach eigenen Angaben gut drei Monate lang Beweise und legte Ende Juni einen Bericht dazu vor. Enthalten seien unter anderem Aussagen von 52 Überlebenden und Zeugen, von denen sich 28 zum Zeitpunkt des Angriffs am 16. März in oder in der Nähe des Theaters befunden hätten.

## Abriss der Gebäuderuine
Im Dezember 2022 wurde auf Veranlassung der russischen Besatzungsmacht mit dem Abriss des schwer beschädigten Theaters begonnen. Der ukrainische Kulturminister Oleksandr Tkatschenko schrieb auf Facebook, es existiere nicht mehr. Die russischen Besatzer versuchten, so die Spuren ihrer Verbrechen zu beseitigen.